# Adventures in Baby-Getting
Adventures in Baby-Getting, titulado Aventuras para tener un bebé en Hispanoamérica y Aventuras en buscabebés en España, es el tercer episodio de la vigesimocuarta temporada de la serie de animación Los Simpson y el 511 de la misma. Se estrenó el 4 de noviembre de 2012 en EE. UU.. En el episodio, Marge admite que quiere tener otro hijo, lo que disgusta mucho a Homer.

## Sinopsis
Debido a que Homer Simpson no repara nunca un grifo que gotea en el jardín, el agua acumulada bajo tierra crea gigantesco pozo subterráneo que pronto colapsa el piso justo cuando Marge y los niños pasaban por ahí con el coche, cayendo adentro.
El coche queda completamente destruido y Homer compra uno nuevo y moderno, pero pronto Marge empieza a enfadarse y despreciar por cualquier cosa al nuevo vehículo, el mecánico al no encontrar ningún fallo le dice a Homer que puede que la razón por la cual a Marge no le gusta el coche nuevo es psicológica.
Esa noche, después de volver del mecánico, Homer le pregunta a su esposa cuándo empezó a disgustarle el vehículo y esta le responde porque el asiento de atrás es muy angosto y sería un problema si tuvieran otro hijo, justo en ese momento descubre la razón de todo y para la gran sorpresa de Homer, Marge admite que quiere tener otro bebé.
Homer y Marge van al hospital en donde el Dr. Hibbert les dice que no pueden tener otro hijo ya que los espermatozoides de Homer están muertos. Luego van a la Taberna de Moe para lamentar de que no pueden tener otro hijo pero Lenny, Carl y Moe les sugieren que recuperen las muestras que Homer donó al Banco de Esperma de Shelbyville hace años para conseguir dinero y comprarle el collar a Marge (el que ella usa siempre).
Camino de Shelbyville, Homer le confiesa a Marge que no quiere tener otro hijo lo que la enoja, pero Homer cambia de parecer y sí quiere tener otro hijo. Cuando llegan al banco de esperma Marge descubre que ya habían nacido demasiados Homeros (ya que él vendió muchísimas muestras) y asqueados por lo que descubren deciden no tener otro hijo.
Mientras tanto Bart Simpson descubre que Lisa oculta algo y decide pedir la ayuda de sus antiguos novios (Ralph Wiggum, Nelson Muntz y Milhouse Van Houten) para descubrir el secreto de Lisa, en la escuela el director Skinner se une a la investigación de Bart y descubren que Meredith Milgram le enseña a Lisa a escribir en Cursiva

## Recepción
- Al Jean explica a Entertainment Weekly , "Jeff Gordon hace un breve cameo de famoso y se burla de nuestra costumbre de hacer breves cameos de famosos".